# Elsadig Hassan
Elsadig Hassan, a volte riportato Alsadeg Hassan (4 settembre 1996), è un calciatore sudanese, difensore dell'Al-Shorta Al-Qadarif e della nazionale sudanese.

## Carriera

### Club
Ha giocato nella prima divisione sudanese.

### Nazionale
Il 30 dicembre 2021 debutta con la nazionale sudanese in occasione dell'amichevole persa 3-2 contro l'Etiopia. Nel gennaio seguente viene incluso nella lista finale dei convocati per la Coppa delle nazioni africane 2021;

## Statistiche
Statistiche aggiornate al 19 gennaio 2022.

### Cronologia presenze e reti in nazionale
| Cronologia completa delle presenze e delle reti in nazionale ― Sudan | Cronologia completa delle presenze e delle reti in nazionale ― Sudan | Cronologia completa delle presenze e delle reti in nazionale ― Sudan | Cronologia completa delle presenze e delle reti in nazionale ― Sudan | Cronologia completa delle presenze e delle reti in nazionale ― Sudan | Cronologia completa delle presenze e delle reti in nazionale ― Sudan | Cronologia completa delle presenze e delle reti in nazionale ― Sudan | Cronologia completa delle presenze e delle reti in nazionale ― Sudan |
| Data                                                                 | Città                                                                | In casa                                                              | Risultato                                                            | Ospiti                                                               | Competizione                                                         | Reti                                                                 | Note                                                                 |
| -------------------------------------------------------------------- | -------------------------------------------------------------------- | -------------------------------------------------------------------- | -------------------------------------------------------------------- | -------------------------------------------------------------------- | -------------------------------------------------------------------- | -------------------------------------------------------------------- | -------------------------------------------------------------------- |
| 30-12-2021                                                           | Limbé                                                                | Etiopia                                                              | 3 – 2                                                                | Sudan                                                                | Amichevole                                                           | -                                                                    | 46’                                                                  |
| 2-1-2022                                                             | Yaoundé                                                              | Zimbabwe                                                             | 0 – 0                                                                | Sudan                                                                | Amichevole                                                           | -                                                                    | 46’                                                                  |
| 19-1-2022                                                            | Yaoundé                                                              | Egitto                                                               | 1 – 0                                                                | Sudan                                                                | Coppa d'Africa 2021 - 1º turno                                       | -                                                                    | 38’                                                                  |
| Totale                                                               |                                                                      | Presenze                                                             | 3                                                                    |                                                                      | Reti                                                                 | 0                                                                    |                                                                      |